# Nuits de la Bâtie d'Urfé
Les Nuits de la Bâtie d'Urfé était un festival français annuel pluridisciplinaire qui se déroulait dans le cadre du château Renaissance de la Bâtie d’Urfé à Saint-Étienne-le-Molard (Loire).

## Concept
Créé en 2001 par Jean-Francois Foucaud (Directeur du tourisme départemental de la Loire). La première édition présentait Cyrano de Bergerac d'Edmond Rostand.
Arlette Allain présentait au cours des trois éditions suivantes, Le Mariage de Figaro de Beaumarchais, Ruy Blas de Victor Hugo et Roméo et Juliette de Shakespeare.
Les Nuits de la Bâtie (d’Urfé), rebaptisées en 2011 l'Estival de la Bâtie d'Urfé , ont été un événement culturel majeur dans la (Loire) et contribuaient à valoriser le château style Renaissance Bâtie d’Urfé, patrimoine majeur du département de la Loire.
Ce festival avait remplacé l’Été musical dans la programmation estivale du Conseil Général (puis Conseil départemental) de la Loire, et alliait théâtre, installations, cinéma, spectacles jeune public, visites guidées et expositions. Grâce à la diversité de son contenu artistique et un coût des places volontairement modique, il s’adressait à un public large.

## Participants

### 2007
Pour ses septièmes Nuits de la Bâtie d’Urfé, le Conseil général de la Loire a organisé et présenté 5 spectacles, soit 44 représentations dont 12 lectures, 6 projections cinématographiques ainsi qu’une exposition.

### 2008
La 8e édition s'est déroulé du 16 juillet au 7 août 2008.
La pièce de Molière, Dom Juan mis en scène par Jean-Marie Villégier, a été l’événement du festival. Mais également, une pièce Exil du poète Cesare Pavese interprété par la compagnie In Time, adaptée ici à un public malentendant offrant une interprétation trilingue (LSF, français et italien).
Durant toute la durée du festival, L’Institut d’art contemporain présenta une exposition réunissant 9 artistes des années 60-70. Certains sont associés un temps à de grands mouvements de l’art tels l’Arte Povera pour Alighiero Boetti et Giulio Paolini, le Land art pour Richard Long, la création d’un « outil visuel » pour Daniel Buren ou la nouvelle pratique de la sculpture pour Richard Deacon avec la mise en valeur des procédés de fabrication…

## Fréquentation
- 7e édition (2007) : 7 804 spectateurs[3]